# ラブライブ! スクールアイドルフェスティバル ALL STARS
『ラブライブ! スクールアイドルフェスティバル ALL STARS』（ラブライブ! スクールアイドルフェスティバル オールスターズ、LoveLive! School idol festival All Stars、略称：スクスタ）は、ブシロードのスマートフォン向けアプリケーションゲームブランド「ブシモ」より2019年9月26日から2023年6月30日まで配信されていたスマートフォンアプリ。
ジャンルはリズムアクションRPG。コンセプトは「最強で最高のアイドルゲーム」。
当初の体制は開発・配信元をKLab株式会社、運営をブシロードとラブライブ!シリーズの版権管理元であるサンライズ（株式会社バンダイナムコフィルムワークス）が共同で担当、その後2022年1月6日付でKLabが撤退、配信元がブシロード直轄（海外版は同子会社Bushiroad International Pte. Ltd.）へ、運営元が株式会社マイネットゲームスへそれぞれ移管された。

## 概要
スマートフォン用ゲーム『ラブライブ! スクールアイドルフェスティバル（スクフェス）』4周年記念プロジェクト「PERFECT DREAM PROJECT」の一環として制作・リリースされた、スマートフォン用ゲーム。ジャンルはリズムアクションRPGである。
2016年11月13日に開催された「スクフェス感謝祭2016 OSAKA」でスクフェスの3D化が発表され、のちにこの企画を別のゲームとして昇華する形で制作された。2017年9月21日に開催された東京ゲームショウ2017のブシロードブース上で行われた「ラブライブ! スクールアイドルフェスティバル最新情報発表会」において、2018年内でのリリースが発表されるとともに、オリジナルキャラクターである虹ヶ咲学園スクールアイドル同好会のキャストが発表された。2018年9月4日、3Dモデルのダンスシーンのクオリティ向上を理由に、リリース時期が2019年秋に延期され、2019年9月17日の事前登録を経て、9月26日より正式サービスが開始された。
「スクフェスID」を介した『スクフェス』との連携や、μ's・Aqours・虹ヶ咲学園スクールアイドル同好会の垣根を飛び越えたオリジナルストーリーが展開される。
本作の譜面はAIを活用することで、譜面作成の所要時間を半分にすることに成功している。
2023年6月30日をもってサービスを終了。なお、ラブライブ!シリーズのプロジェクト上では同年4月1日をもって優木せつ菜役が楠木ともりから林鼓子に交代しているが、本作ではサービス終了まで楠木が担当した。
2024年6月から、メインストーリーおよびキズナエピソードのアーカイブ動画が、専用YouTubeチャンネルにて順次公開されている。また2025年4月24日、本作の設定を引き継ぐビジュアルノベルゲーム『ラブライブ!虹ヶ咲学園スクールアイドル同好会 トキメキの未来地図』がリリースされている。

### PERFECT Dream Project
2017年3月30日に発表された、スクフェス4周年記念プロジェクト。新スクールアイドル「虹ヶ咲学園スクールアイドル同好会」の結成と、本作のリリースの2つで構成される。
発表当初、ティザーサイトとされていたページは、本作のオフィシャルサイトへ転送されるようになっている（2018年現在）。

## 歴史
- 2017年
  - 3月30日、4周年記念プロジェクト「PERFECT DREAM PROJECT」のティザーサイトがオープン。
  - 5月18日、4周年記念プロジェクト「PERFECT DREAM PROJECT」で、新スクールアイドル6人が発表。
- 2019年
  - 9月17日、App Storeでの予約注文およびGoogle Playでの事前登録を開始[13][14]。
  - 9月26日、配信開始[6]。
  - 10月3日、初のイベントが開催。
  - 10月15日、ユーザー数300万人突破[15]。
  - 10月30日、Aqoursの本作とのコラボシングルCD「KOKORO Magic “A to Z”」が発売[16]。
  - 12月15日、ライブイベント「ラブライブ！虹ヶ咲学園スクールアイドル同好会First LoveLive! "with You"」（Day2）にて、本作のメインストーリーにおける主役グループ「虹ヶ咲学園スクールアイドル同好会」をメインとしたテレビアニメの制作決定を発表[17]。
- 2020年
  - 1月29日、テレビアニメにおける「あなた」の容姿が公開[18]。名前が「高咲侑」に決定する。
  - 2月12日、本アプリのグローバル版「Love Live! School Idol Festival All Stars」のApp Store予約注文およびGoogle Play事前登録を開始[19]。
  - 8月5日、28人目（虹ヶ咲学園スクールアイドル同好会10人目）のプレイアブルキャラクターとなるスクールアイドル「三船栞子」実装（キャラクターとしては以前より登場していた）[20]。
- 2021年
  - 9月3日、29・30人目（虹ヶ咲学園スクールアイドル同好会11・12人目）のプレイアブルキャラクターとなるスクールアイドル「ミア・テイラー」「鐘嵐珠」実装[21]
- 2022年
  - 1月6日、配信元をブシロード、開発・運営元をマイネットゲームスへそれぞれ移管。
  - 6月28日、1章から19章までの楽曲が全て解禁される。
- 2023年
  - 4月30日、同年6月30日でのサービス終了を発表[22]。有償アイテムの販売を終了。
  - 6月30日、同日16時をもってサービスを終了[22]。
  - 12月15日、メインストーリーのあらすじや、スチルイラスト、カードイラストをまとめた書籍「ラブライブ!スクールアイドルフェスティバル ALL STARS Complete Book」を発売。
- 2024年
  - 6月7日、メインストーリーの1章～7章がYouTubeのアーカイブ公式チャンネルにて公開[23]。

## ゲームシステム

### ストーリー・舞台設定
ストーリーは、書き下ろしかつフルボイスのシナリオが描かれるアドベンチャーパートと、ライブを行うライブパートで構成されている。ストーリーパートは、虹ヶ咲学園に通う「あなた」（プレーヤーキャラクター）を主人公とし、虹ヶ咲学園スクールアイドル同好会の活躍が中心に描かれる。
本作はμ'sとAqoursが同じ時期に並行して存在するという設定であり、学年が同じメンバー同士は同い年となっている。そのため、『ラブライブ! サンシャイン!!』のストーリーの根幹である、「かつて存在した伝説のスクールアイドル・μ'sに憧れてスクールアイドルを始めた」という千歌のアイドル活動の動機は「同世代ながら先に活動を開始したμ'sをきっかけとして始めた」（3章3話など）に変更。これ以外にも、μ's、Aqoursのメンバーの性格や立ち位置などは概ねアニメ版のものを踏襲しつつ、矛盾する設定は調整されており、特に3rd Seasonではアニメ版のストーリーを意識した展開が多く盛り込れた。
サービス期間内にプロジェクトが始まった『ラブライブ!スーパースター!!』（Liella!）については楽曲が期間限定で実装されたことはあったが、キャラクター（スクールアイドル）は実装されず、ストーリーにも登場しなかった。同じくサービス期間内にプロジェクトが始まった『ラブライブ!蓮ノ空女学院スクールアイドルクラブ』『スクールアイドルミュージカル』は楽曲もキャラクターも実装されなかった。

### ライブパート
3Dによるアニメや現実と同じ衣装、ダンスフォーメーションのライブシーンを見ることができる。ライブに挑むメンバー9人からなる「デッキ」はグループや学年の垣根を超え、自由に選択ができる。
スクフェス同様、ライブパートは音楽ゲームではあるが、ゲームシステムは音楽ゲームより、育成や戦略に重点が置かれたものとなっている。スクフェスでは9個あったノーツが2個に減り、譜面は簡略化されている。ノーツの種類は普通、長押し、同時押し、フリックの4種類で、画面内のどこをタップしても反応する仕様となっている。ミスをしなくてもノーツを処理するたびにスタミナが減ってしまうことが特徴であり、スタミナが尽きるとたとえノーミス・フルコンボであってもゲームオーバーとなってしまうため、育成でスタミナを強化するか、ライブパートの作戦でスタミナを管理する。
ライブパートでは、9人を3人ずつ3つの作戦に分かれ、作戦ごとにアピールを行う。編成に応じて作戦の内容が変化し、ガードタイプのキャラを集めるとダメージ軽減、ボルテージタイプのキャラを集めるとボルテージ獲得量がアップするなど、様々な効果を得ることができる。作戦はライブ中に何度も切り替えることができ、切り替えるたびに切り替えボーナスが発生する。SPゲージが溜まり、満タンになるとSP特技を発動、大量のボルテージを獲得することができる。この際、1 - 3の位置にミニユニットを組んだり、同一キャラ3人で編成すると演出が変わる。さらに、フェス・パーティ限定URのみでミニユニットを構成すると、演出がさらに豪華となる。

### 属性・タイプ
スクフェスにも存在した「スマイル」「ピュア」「クール」の3つの属性に加え、新たに「アクティブ」「ナチュラル」「エレガント」の3つが追加され6つに増えた。また、属性とは別に作戦に影響する「ボルテージ（Vo）」「ガード（Gd）」「スキル（Sk）」「Sp」の4つのタイプが存在し、キャラクターには合計24通りの属性とタイプの組み合わせが存在している。

## 反響
2019年9月17日の予約注文および事前登録開始の後、同月21日、22日のスクフェス感謝祭での発表への期待からKLabの株価が続騰し、リリース後の27日午前には同社の株価が急騰した。アプリ内の売上としてはGoogle Play売上ランキングで2019年9月30日に初のトップ30入りとなる8位にランクインした。
さらに、同作のコラボレーションソングとして発売された『KOKORO Magic “A to Z”』は、2019年11月11日付け週間オリコン合算シングルランキングにて第3位を記録した。

### 評価
ファミ通Appは『スクスタ』について、「育成、ライブ、ストーリーと3つの軸で進めていく本作だが、“RPG”というのは言いえて妙だ。プレイヤーがスクールアイドル達を応援する立場として、準備や戦略面でサポートをしながら、共にライブを成功に導く疑似体験＝RPGできる作品だと言えるだろう。」と評価している。
4Gamer.netのF5/タワラ02も、「スクールアイドルたちを育てて，最適なメンバーを編成し，最高のライブに臨む。そうすれば，スクスタのストーリーも進んでいく。RPG的なゲームサイクル自体が，ラブライブ！らしい物語進行とさえ思える」と評価している。

## あらすじ

### First Season

#### 虹ヶ咲学園スクールアイドル編（第1章・第2章）
虹ヶ咲学園に在学する「あなた」は幼馴染の上原歩夢と共に、偶然μ's・Aqours合同ライブのライブ配信を目にし、スクールアイドルに魅了された。「虹ヶ咲にもしスクールアイドル部があれば全力で応援したい」と校内を探し、『スクールアイドル同好会』の部室を訪ねたが、そこに居たのは中須かすみ一人だけだった。かつて5人いた部員がいなくなったことを理由に、生徒会長の中川菜々は、同好会を廃部とすることを告げる。話し合いの末、「10人の部員を集めること」を条件に同好会の存続を認めてもらうことになり、「あなた」とかすみは、二人で同好会の存続に向けて奔走する。
歩夢をはじめとした新メンバーが加入し、部室に来なくなっていた部員が一人を除いて戻って来たものの、8人まで揃ったところで行き詰まっていた。そこへ菜々が現れると、それまでの厳格な態度から打って変わって、人数が増えたことに歓喜し始め、自分が居なくなっていた部員の最後の一人である『優木せつ菜』であることを明かした。そして「スクールアイドルを10人集めろとは言っていない」として応援したいだけだった「あなた」が10人目の部員として認められ、更に部長へ任命された。それを快諾した「あなた」は、部長としての活動目標は何かを問われ「『スクールアイドルフェスティバル』への出場」を宣言して一同を驚かせ、新同好会の本格的な活動がスタートするのだった。

#### Aqours・沼津サマーフェスティバル編（第3章・第4章）
同好会の活動が軌道に乗った頃、夏休みに入った「あなた」は、Aqoursの秘密を探るべく沼津を訪れる。そこでAqoursと出会った「あなた」は、沼津で開催される『沼津サマーフェスティバル』に向けて準備をしていたAqoursを手伝うことに。十千万旅館に泊まりながら千歌たちとの親睦を深めていき、夏祭りの準備はとんとん拍子に進んでいたが、サマーフェスティバル当日、東海地方を台風が直撃。サマーフェスティバルの初日は中止となってしまった。2日目だけは開催してほしいとてるてる坊主に願った彼女たちの思いが通じたのか、台風は予想より早く過ぎ去り翌日は台風一過の晴天となった。しかし、安心したのもつかの間、サマーフェスティバル運営から、2日目の開催も中止を決定したという知らせが届く。あきらめ切れないAqoursは、街のみんなと協力して台風の後片付けを行い、なんとか開催できる状況にし、それを知った運営は中止を撤回。Aqoursは、沼津サマーフェスティバルで無事ライブを成功させ、それを見届けた「あなた」は、Aqoursの秘密を知る。

#### μ's・九番勝負編（第5章 - 第7章）
Aqoursに続いてμ'sの秘密を知るべくμ'sの密着取材を請け負った「あなた」は、そこで矢澤にこからμ'sの秘密を教える代わりに、九番勝負で勝ち越すことを条件として提示される。かくして始まった虹ヶ咲とμ'sによる九番勝負は、両者の頑張りもあって4勝4敗1引き分けと全くの互角となった。決着をつけるべく、延長戦として新曲制作対決を行うことになり、10人目の部員である「あなた」がその役目を買って出る。再び対決に集まった「あなた」は、渾身の新曲を披露しようとするのだが、西木野真姫によって演奏された「μ'sの新曲」のクオリティに圧倒され、新曲を演奏する気力を失い、九番勝負に敗れてしまう。ショックを受けた「あなた」ではあったが、仲間たちに励まされ、再び前を向く。そんな中、スクールアイドルフェスティバルが中止になったという一報が届くのだった。

#### 虹ヶ咲・三船栞子編（第8章 - 第10章）
スクールアイドルフェスティバルの中止の理由を調べた「あなた」たちは、その理由がオリンピック・パラリンピックによる会場不足に加え、実行委員会の解散であることを突き止める。なんとか実行委員会に連絡を取ろうと模索した末に、委員会の中心的存在であった薫子とコンタクトをとることに成功した。そんな中、虹ヶ咲学園の生徒会に所属する三船栞子が部室を訪れ、中川菜々は生徒会長として失格であるとして、生徒会長の再選挙が決まったことを告げる。そして、栞子は虹ヶ咲学園スクールアイドル同好会の廃部をメンバーたちに突きつけた。μ's・Aqoursの協力も得て再選挙に挑むもせつ菜は落選、虹ヶ咲学園スクールアイドル同好会の廃部を言い渡されてしまう。しかし、正当な廃部理由を一切告げず、職権乱用としか思えない行為であるため、同じ生徒会長である絵里とダイヤが助け船を出して、栞子との話し合いの場を持った。それに対し、栞子は次の試験でメンバー全員が60点以上取れなければ活動を禁止すると言い渡す。メンバーは悪戦苦闘しながらもテスト勉強をし、見事に条件を達成した。それでも栞子は「スクールアイドル同好会はいずれ廃部にする」とスクールアイドル同好会を認めたわけではないという意思を伝え、去っていったのだった。

#### 目指せスクフェス！三校合同合宿！編（第11章 - 14章）
試験を終え、何とかスクールアイドル同好会廃部を免れたものの一向にスクールアイドル同好会を認めようとしない栞子に「あなた」はなぜ栞子がなぜそこまでスクールアイドルを否定するのか、それが分かれば和解できるのではないかと考えていた。そんな中、スクールアイドルフェスティバル実行委員から合宿をしないかと提案が来る。参加したメンバーはスクールアイドルフェスティバルの準備を進めていく。一方で、合宿不参加の面々はボランティアで子供たちの相手をする栞子を目撃し、普段の姿からは想像できない一面に驚くのだった。しかしそこでもなぜスクールアイドル同好会廃部に拘るのかを聞き出すことはできなかった。その後スローガンも決まりスクールアイドルフェスティバルの準備も着々と進んでいく一方、栞子はその強引なやり方が災いし、徐々に支持率が低下していた。

#### スクールアイドルフェスティバル開催へ、三船栞子の同好会加入（第15章 - 17章）
同好会は栞子から、スクールアイドルフェスティバル開催の条件として運営ボランティアを1000人集めることを課される。一時は1000人の同意を得ることに成功するが、喜ぶ部員達に対し、栞子は怪訝な顔をする。そんな中で、事前説明会を開催するも、出席したメンツはごく少数で、栞子は「心配した通りの結果」になったと告げる。不参加者へなぜ参加しなかったのかを確認したところ、元々本気でやる気持ちは一切無かったことが判明、責任を感じた「あなた」は一人で再度1000人集めに奮闘し始め、メンバーとすれ違い始める。
一方、歩夢は「あなた」に感謝の気持ちとプレゼントを渡したいとする願望を栞子に仲介してもらうが、ボランティア集めに必死な「あなた」と意見がぶつかり、喧嘩してしまう。歩夢はショックで学校を休み、「スクールアイドルを辞める」とまで言い出した。一方「あなた」は同好会メンバーに「もっと自分達に頼って」と言われ、独りよがりを続けていたことに気付き、歩夢以外のメンバーと協力して再度メンバー集めに奮闘するもやはりうまく行かない中、歩夢がプレゼントしようとしていたメッセージ入りのノートを発見し、歩夢の気持ちを理解する。
開催の諦めムードが漂う中、栞子は歩夢に状況を伝えるが、歩夢は諦めきれない気持ちになっていた。栞子から映像配信で気持ちを伝えてみてはと提案された歩夢は、スクールアイドルへの、スクールアイドルフェスティバルへの、そして「あなた」への正直な気持ちを表明。それを見た「あなた」は配信現場へ駆け付け、歩夢と仲直りし、同好会の絆も元通りになった。それを見届けた栞子は「私の好きなスクールアイドル同好会が戻ってきた」と一人安堵するのだった。
映像配信が大きな効果を生み、本気で手伝ってくれるボランティアが1000人集まり、スクールアイドルフェスティバルの開催が決定した。
虹ヶ咲学園で無事に開幕したスクールアイドルフェスティバル。会場にはフェスティバルの創始者である薫子も来場。薫子は栞子の姉であり、学園内で二人はスクールアイドル・スクールアイドルフェスティバルに対する想いを語り合う中で、薫子は栞子が「スクールアイドルをやりたいと思っている」と指摘、栞子は動揺しつつも否定する。
フェスティバルは無事進行し、閉会式の後、アンコールの声が上がる。その時、歩夢は栞子に「出て一緒に歌おう」と提案。他のメンバーからも声をかけられ、「スクールアイドルをやりたい、一緒にステージに立ちたい」と素直な気持ちを認め、栞子は一同と共にスクールアイドルとしてステージに立った。

### Intermission（第18章・19章）
「あなた」が短期海外留学してしまい、練習に身が入らないニジガクのメンバーは、μ'sと合同で、真姫の家の知人から借りた離島の別荘にて合宿をすることになった。その準備として、にこらが集まり何やら企んでいる様子。
当日早朝から出発し長時間かけて、島に着いた一同であるが、練習は翌日とし、初日は島の探検や海水浴、バーベキューを満喫した。そして、夜は宿泊場所となる屋敷にてにこらの企みで怪談の後、ドッキリ『絶海の孤島・殺人事件』が発生する。にこらによる企画側メンバーによる演技に、本気で事件が発生したと信じ込んだメンバー、いたずらと理解しながらも積極的に参加するメンバー、呆れながらも巻き込まれるメンバーと三者三様に“事件解決”へと挑んでいたが、その時、“死体役”の穂乃果が悲鳴を上げながら飛び起きてきた。「ゾンビが出た！」と言う。窓に赤い掌紋がベッタリと付き、低い声で唸り声が聴こえる。「これも仕込み？」と呆れながら冷静に聴く果林達に対し、にこは「違う」と否定する。そんな中、“ゾンビ”以前に“死んでいた穂乃果”が普通に起きて話していることに混乱している本気で事件を信じていた歩夢・せつ菜・エマに事情を説明する。戸締まりを確認して、夜を明かし、明るくなってから屋外の周囲を確認するが不審な存在は見当たらなかった。
携帯電話の電波も繋がらず、にこの企画にノリノリになった島の所有者が固定電話の回線も切断してしまっている中、屋外の倉庫にあるという無線機で外部との連絡を試みるが、古すぎて動かず使い物にならない。そんな中、真姫が「冷静に考えてゾンビなんて非現実的なものがいるはずがない」と指摘、ゾンビではなく“遭難者”であった可能性を考えて、島内を探索することにするが、誰の姿も見当たらない。最後に洞窟の中を探索してみると、奥には遭難者の域を越えた余りにもボロボロ過ぎる衣服が散乱していた。「本当にゾンビ！？」一同は屋敷へ一目散に退散する。
屋敷で改めて相談した結果、連絡手段がない以上、島を脱出するには2日後に来る予定の迎えを待つ以外にない。そして、それまであえて怪しい洞窟を監視することにした一同が洞窟に戻ると、何者かが焚き木を囲んで踊り明かしていた。見ていると段々と恐怖心が薄れていき、幽霊だろうがゾンビだろうが、彼女達は「スクールアイドルだ」と確信した穂乃果達は仲良くなろうと近づいて声をかける。すると、なんと正体はAqoursだった。散乱していたボロボロの衣服は衣装だという。更に話を聴くと、ホラーなPVの撮影のため、“屋敷は別の人に借しているので使えない”という条件付で、鞠莉がこの島を借りたという。Aqoursの9人は、屋敷にμ'sとニジガクが居ることを昨晩島に上陸してから気づき、喜んだ結果、自らの身なりを忘れたまま窓から語りかけようとしたのだという。ゾンビ騒ぎは無事解決し、Aqoursも招いて3校合同合宿に切り替えた一同は、翌日楽しみながら練習をこなした。
虹ヶ咲学園に戻り、ヤル気満々になったニジガクの一同であったが、生徒会長である栞子は理事長室に呼び出されていた。それは、栞子の幼なじみの鐘嵐珠（ショウ・ランジュ）と、ランジュに「連れてこられた」というミア・テイラーが、虹ヶ咲に転入することが決まったという報告と紹介であった。ランジュはこの後、同好会3回目の存続危機へ陥らせる新たな大騒動の火種になることを、この時はまだ誰も知る由がなかった。

### 2nd Season

#### ランジュの転入、スクールアイドル部との対立（第20章 - 22章）
短期留学から帰ってきた「あなた」を迎えたのは、理事長の娘であるランジュが「スクールアイドル部」を立ち上げ、同好会と対立しているという不穏な状況だった。部の金に飽かせた環境と、ランジュが認めた者だけがステージに立てる方針こそが最善と考えるランジュは、同好会の活動を監視委員によって見張り、少しでも練習やライブをしようとすると妨害するという手段を取っていた。ランジュの幼馴染である栞子、部の優れた環境で己を高めたい果林、ランジュを理解したい愛は部に入るが、ランジュに認められていないため、ステージには立てていない。そんな部のやり方に賛同できない残りの同好会メンバーは部を敵視。「あなた」は同好会の活動を許してもらうためランジュと話し合うが、全く聞き入れてもらえない。仕方なく同好会はそれぞれのファンクラブ会員にのみわかるように告知したゲリラライブを敢行するが、同時刻に部のライブをぶつけられ、観客はほとんどいなかった。ライブ後、部の方法を学びたいと転部を申し出るしずくの考えを「あなた」は尊重するが、事態解決の糸口はつかめずにいた。
部に入ったしずくは、部の厳しいレッスンの末、ランジュの眼鏡にかない、専属作曲家であるミアの新曲を与えられて、元同好会メンバーとしては初めて単独で部のステージに立つ。しかし、徐々に勢いを取り戻していく同好会の姿と、何か物足りなさを感じる部での活動から、同好会のスタンスこそが自分のやりたいことであるとわかり、同好会に戻ってくる。
しずくの離反と同好会の活動にランジュがやきもきする一方、ミアは、しずくが離反したときに披露した曲を超える曲が作れないと、スランプに陥り、部に来なくなる。ランジュは「自分で何とかするだろう」とミアを放置するが、果林・愛・栞子は放っておけず、ミアの捜索の手伝いを同好会に頼む。思うところはあるも同好会はそれに協力し、やがて璃奈がミアを発見する。音楽一家であるテイラー家に生まれたプレッシャー、幼い頃にステージで失敗したトラウマを吐露したミアに、璃奈は共感を示す。後日、ミアは璃奈の勧めで、スクールアイドルとして同好会のオンラインゲリラライブで歌唱。ランジュを含めた他人や世間の評価ではなく、自分のために作曲し、歌うことの楽しさを思い出した。

#### 同好会VS部、ソロステージ対決（第23章 - 25章）
オンラインライブという妨害不可能な手段を取る同好会に対し、ランジュは監視委員を解散させる。一方、愛は幼馴染の美里に、他の同好会メンバー、特にせつ菜に勝ちたいという感情が芽生えたことを話す。そして、同好会と部のスクールアイドルがトーナメント形式でライブ勝負する合同イベントを思いつき、皆に提案。部からは愛・果林・栞子・ランジュが、同好会からはかすみ・しずく・せつ菜・璃奈が出場することになり、両者は合同でイベントを企画していく。その中で、愛と果林は二人だけの合宿をし、愛がせつ菜に感じていたことを果林も感じていたことを確認、イベントへの機運を高める。そしてトーナメントの組み合わせのくじ引きが公開で行われ、初戦4試合は奇しくも、同好会VS部という形になった。そして一同はイベント当日を迎え、最終的にランジュが優勝を果たす。準決勝でせつ菜に負けた愛が悔しいながらも前を向く一方、初戦でかすみに負けた果林は部に移ってまで培ってきた努力が実らなかったことに大きく落胆する。その結果、果林はこれまで以上に部での練習に臨むようになり、心配になった愛はエマに声かけを頼む。承諾したエマは果林の自室へ赴くが、言葉の行き違いで喧嘩になってしまう。翌日から登校しなくなった果林を心配した「あなた」は果林を訪ね、果林はエマに取った態度を反省していることを吐露する。エマもまた彼方に喧嘩の顛末を話し、自身の言葉選びが悪かったと顔を曇らせる。そんな二人を見かねた彼方は、週末に果林を連れ出し、妹の遥のライブステージへ案内する。果林は遥のステージを通して、部に行ってからの自分に欠けていたものに気づく。彼方はさらに果林を連れ、公園で子ども相手にライブをするエマの元へ連れていく。その様子を見て、思わず涙する果林にエマが駆け寄り、二人はついに仲直りを果たした。後日の学園で果林と愛は、同好会の面々から戻るよう言われるも、ランジュを放っておけない今は部を離れられないとに話す。一方、部ではランジュと栞子の前に、栞子の姉・薫子が教育実習生として現れた。

#### スクールアイドルエキシビジョンに向けて（第26章 - 28章）
薫子は同好会・部に対して、新たなスクールアイドルイベント「スクールアイドルエキシビジョン」開催を発表。自信のあるランジュは勿論、同好会の面々も参加を希望するが、出場できるのは各校につき1人（1組）だけ。薫子は、学園の代表を決める学内オーディションの前哨として同好会・部の合同合宿を提案。泊りがけの練習の中、ランジュに敵意を持っていた一部の同好会メンバーは真摯に練習に臨むランジュの態度に、評価を改める。一方、果林と愛は新たなステップへ進むため臨時ユニットを組むことにし、それに感化された同好会メンバーも3人・4人のユニットを組む。合宿後、栞子は薫子から自分への態度が昔から変わっていないことにやきもきし、μ's・Aqours・同好会の姉妹がいるメンバーに相談。対等な人間として接してほしいという想いを新曲ライブを通じて伝えることにする。そんな栞子にランジュは良かれと思って助言するが、自身の考えとかけ離れたその提案を栞子は拒否。当初の考え通りのライブを行い、薫子に想いを伝える。ランジュは栞子から投げられた「ランジュは特別だ」という言葉にトラウマを刺激され、学園を去ることを決意する。幼い頃から才覚を発揮し、それゆえに同世代の人間から拒否されてきたランジュは、ニジガクの同好会ならば全力でぶつかり合える友人になれると考えて学園にやってきたが、幼馴染である栞子からも拒否された今、学園にも居場所はないと考えたのだ。ランジュの退学と過去、そして想いを知った同好会・部はランジュを引き留めるべく、ミアと「あなた」でランジュ・ミア・栞子3人のための新曲を製作。一時は帰途の飛行機に乗ったランジュであるが、届けられた新曲を聞いて翻意。学園でのスクールアイドル活動を続けることを決意し、2人とともに新曲「MONSTER GIRLS」を学園で披露するのであった。

#### スクールアイドル部の解散、ミアとランジュの同好会加入（第29章 - 30章）
ランジュは、他の部のメンバーとともに全員でのライブを行い、その場でスクールアイドル部の解散を宣言する。後日、ランジュは今までの行動を同好会メンバーに謝罪し、同好会への入部を申し出る。同様に申し出た果林、愛、栞子、ミアを含めた5人の入部を、同好会は快く受け入れ、同好会のスクールアイドルは12人となった。同好会のメンバーから「あなた」の評価を聞いたランジュは、改めて「あなた」に謝罪するとともに、なぜそんなにスクールアイドルが好きなのに、自分自身は裏方に徹しているのかを問う。考えもしなかったランジュの問いに、同好会での活動もそぞろになる「あなた」に、歩夢たちはアドバイスを送る。やがて「あなた」は、スクールアイドルとはステージでパフォーマンスをするだけでなく、曲作りや衣装作りをすることも、スクールアイドル活動の一つに違いないという結論に至る。
そして、スクールアイドルエキシビジョンの校内オーディションが始まった。同好会内の4つのユニットによるパフォーマンスはいずれも生徒たちに評価され、甲乙付け難い状況となった。「あなた」は、そんな同好会のファンたちの気持ちを歌にすることを思いつき、美里やマイ、右月・左月と直接話したり、アンケートを実施したりする。そうして出来上がった新曲「L！L！L！ (Love the Life We Live)」を披露するとともに、「あなた」は、ランジュの問いから至った「スクールアイドルを好きだという気持ちがあれば、誰でもスクールアイドル」という考え方から、同好会だけでなく学園の生徒全員が虹ヶ咲学園のスクールアイドルとしてエキシビジョンに出場することを思いつき、校内オーディションの結果発表の場でそれを実行してしまう。あまりにも予想外な行動に、主催者の薫子は破顔し、生徒全員が代表であることを受け入れるのだった。

### Intermission（第31章）
薫子の尽力で、生徒全員でエキシビジョンに出られることになったニジガクメンバーは新たなトレーニングを取り入れる。が、「あなた」とランジュが考えたトレーニングにみんなはヘトヘト。そんな中、ランジュのノートに「みんなとやりたいこと」を果林たちが見つけ、全員で週末に遊びに行くことに。ショッピング、ランチ、カラオケ、愛の実家のもんじゃ焼きと、一日を通して一緒に遊んだ同好会は、トレーニングの見直しを含め、改めてエキシビジョンへの機運を高める。

### 3rd Season

#### 教えて！　μ's！（第32章・33章）
エキシビジョンを控え、新作PV制作に取り掛かるニジガクメンバーだが、なかなか良い案が浮かばない。「あなた」はヒントを得るため、以前も密着取材に協力したスクールアイドルのファンサイトの手伝いとして、μ'sの元へ訪れる。そこで「あなた」はファンから公募したお悩み相談をμ'sに答えてもらう企画である「μ'sお悩み相談室」を紹介し、μ'sはそれを快諾。おのおのが様々な相談を受ける中で、「学校が好きではない、どうしたら好きになれるのか」という質問に思い悩む穂乃果。やがてμ'sは自分たちなりの回答を導き出し、それを表す方法として、μ'sの最初の曲である「START:DASH!!」の新作PVを制作する。それによってエキシビジョンの課題でもある新作PV制作もクリアし、PVを見た相談者もファンサイトに感謝のメッセージを寄せ、お悩み相談企画は大成功に終わったのだった。

#### 見たいの！　Aqours！（第34章・35章）
μ'sのファンサイト企画成功とPV完成を見届けた「あなた」は、休む間もなく沼津へと向かう。ファンサイトからAqoursへの依頼は「Aqoursチャレンジ」。千歌は、μ'sやニジガクにも負けない「1番」と言われるPVを作ることをチャレンジにすると宣言。他のメンバーも、自分が乗り越えたい課題を考え、チャレンジを成功させていく。残すチャレンジはPVの作成のみとなり、ファンサイトに寄せられた『Aqoursに憧れてスクールアイドルを始めた、いつかAqoursみたいに輝きたい』というメッセージを見た千歌は、μ'sに憧れて活動を始めた自分達に憧れてくれている人がいることに感激し、PVの曲を「ユメ語るよりユメ歌おう」に決める。そして、題材にするため「あなたの心の中のAqours」を募集して作り上げたPVは、驚異的な再生数と周囲からの反応を得た。

#### 聞かせて！　ニジガク！（第36章 - ）
AqoursのPVに触発された「あなた」が他のスクールアイドルに関する記事も執筆する中、ニジガクに「あなたの夢中を教えてください」という依頼が寄せられる。その依頼と、エキシビジョンの校内予選の結果を踏まえ、生徒全員に同じ曲を歌い踊ってもらい、その映像を組み合わせてPVを作ることになる。
同好会メンバーは依頼に合わせ、学年ごとに夢中になっていることを映像にすることになり、1年生は「ビューティー（美容）」、2年生は「アウトドア」をテーマにする。PVの素材撮影の準備や作業のなか、各々は改めて、なぜ自分はスクールアイドルになろうと思ったのかを見つめなおしていく。
一方、「あなた」は集まってくる映像素材を見て、何か物足りなさや違和感を感じていた。一度映像をくれた生徒も、再撮影したものを提出してきたため、どんどん映像の完成度は上がっていくが、更に違和感は増していく。栞子の各部への見回りに同行もした「あなた」は、映像がブラッシュアップされていくがゆえに、各人の魅力が伝わってこなくなっていることに気づく。善意でしてくれている生徒たちの気持ちを考え、どうすればいいのか思い悩む「あなた」に、歩夢は、「あなたを信じてる。みんなは応えてくれる」と後押しする。

### 4th Season（第44 - 46章）
スクールアイドルエキシビジョンに関する活動もひと段落したニジガクメンバーは、各々新しい活動に取り組み始める。璃奈の提案で、せつ菜、ミア、「あなた」はゲームコンテストに出場した。一方、彼方はお菓子作りコンテストに出るため、同じ科の加藤ツムギを誘うが、断られてしまう。別の日、「あなた」は学園内でのニジガクのライブを、後ろの方から見ているツムギの姿に気づく。前に行って応援したらどうか、という「あなた」の言葉に、ツムギは「応援なんて意味はない」とその場を去る。後日、ツムギと再会した「あなた」は、ツムギから「応援はファンのエゴで、押し付けでしかない。だから私は応援はしない」と言われ、自分の行動も押し付けだったのかと悩む。そんな「あなた」にニジガクメンバーは、応援は押し付けなんかじゃない、励みになっていると言われ、気を取り直す。さらにツムギに詳しく話を聞くと、ツムギは過去に応援していたスクールアイドルがいたが、段々と活動のやり方にまで意見を出すようになり、やがてそのスクールアイドルは何も言わずにアイドル活動をやめてしまった。その経験から、ツムギは応援というものに忌避感を持つようになってしまったのだ。コンテスト出場を断ったのも、スクールアイドルにお菓子を差し入れていた過去を思い出してしまうからだった。しかし、「あなた」とニジガクメンバーの姿を見たツムギはお菓子作りへの想いを取り戻し、2人でコンテストに出場、見事優勝を果たす。また、「あなた」とエマの計らいで、かつて応援していたスクールアイドルから、アイドル活動をやめたのは歌手という夢に進みたかったからで、ツムギの応援のせいではないというメッセージが、ツムギに贈られる。喜ぶツムギの姿を見て、改めて応援の大切さを実感した「あなた」は、これまで以上にニジガクメンバーを応援することを誓うのだった。

## 登場人物

### 虹ヶ咲学園

#### 虹ヶ咲学園スクールアイドル同好会
『ニジガク』の主人公グループである、東京・虹ヶ咲学園のスクールアイドル。
上原 歩夢（うえはら あゆむ）
声 - 大西亜玖璃
「あなた」の幼馴染である2年生。アニメではアイドル側主人公。
中須 かすみ（なかす かすみ）
声 - 相良茉優
いたずら好きで可愛いものが好きな1年生。
桜坂 しずく（おうさか しずく）
声 - 前田佳織里
演劇が好きで女優を目指している1年生。
朝香 果林（あさか かりん）
声 - 久保田未夢
読者モデルもしているセクシーな3年生。
宮下 愛（みやした あい）
声 - 村上奈津実
誰とでも友達になれる陽気な2年生。
近江 彼方（このえ かなた）
声 - 鬼頭明里
いつでもどこでも眠れてしまう3年生。
優木 せつ菜（ゆうき せつな） / 中川 菜々（なかがわ なな）
声 - 楠木ともり
校内で誰も見たことがないという、謎のスクールアイドル。その一方で、中川菜々として生徒会の活動を行っている。
エマ・ヴェルデ（Emma Verde）
声 - 指出毬亜
スイスからやってきた3年生。
天王寺 璃奈（てんのうじ りな）
声 - 田中ちえ美
スケッチブックやモニター付きヘッドセットで顔を隠している1年生。
三船 栞子（みふね しおりこ）
声 - 小泉萌香
8章から登場。「まっすぐ系」の肩書きのように素直で真面目な1年生。中川菜々より、生徒会長の座を譲り受けた。
ミア・テイラー（Mia Taylor）
声 - 内田秀
19章から登場。天才音楽家の一族で、出身地のニューヨークではハイスクールを卒業済みで、14歳ながら3年生として編入。
鐘 嵐珠（ショウ・ランジュ）
声 - 法元明菜
19章から登場。理事長の娘の2年生。香港出身でスクールアイドルに魅了され、母親の学校に編入してきた。

あなた（主人公）
声 - なし
プレイヤーキャラクターである、本作の主人公。名前はなく、プレイヤーが自分で名前を決めることとなり、また本作は主人公視点で進行するため、容姿も登場しない。本作のプレイヤーの分身であるため、『スクフェス』には登場しない。
高校2年生。音楽科に所属。一人称は「私」。年上のメンバーや部外者を「○○さん」、同学年・年下のメンバーを「○○ちゃん」と呼ぶ。
歩夢の親友の少女で、μ’sとAqoursの合同イベントを見てスクールアイドル活動に関わろうとする。歌やダンスの才能がなく、自身はスクールアイドル活動はしていないが、歩夢にスクールアイドル活動をさせようとしたり、ほぼ休止状態だったスクールアイドル同好会の再始動に尽力する。その後、メンバーの総意により、10人目の部員として虹ヶ咲学園スクールアイドル同好会に所属すると共に、部長に指名される。
好きなもののためなら、初対面の相手でも物怖じせずに話しかけたり、経験のない物事にも取り組める、度胸を持つ。また対立する立場の相手であろうと、まずは対話を持って理解しようと努めている。一方で、熱くなると周りが見えなくなってしまったり、ある程度距離が近くなると「言わなくても理解してくれるはず」と考えたりするところがあり、そのせいで歩夢と喧嘩をした。深呼吸で心を落ち着かせるルーティンがある。同好会内では作曲や部員たちの練習の監督の他、校内外の組織と折衝するなど、プロデューサー的な役割を担っている。
テレビアニメ『ラブライブ!虹ヶ咲学園スクールアイドル同好会』では、同じポジションのキャラクターとして、「高咲 侑（たかさき ゆう）」というキャラクターが登場する。詳しくは当該記事を参照。

#### 虹ヶ咲学園の関係者
名前の後ろに★がついているキャラクターはテレビアニメ『ラブライブ! 虹ヶ咲学園スクールアイドル同好会』にも登場している。
以下のうち、バスケ部部長と演劇部部長は、テレビアニメ版のキャラクターデザインを務める横田拓己がデザインしている。
虹ヶ咲学園理事長★
声 - ゆかな
メインストーリー19章から登場。
虹ヶ咲学園の理事長で、嵐珠の母親。μ'sとの合同合宿を終えて、学園に登校した三船栞子を理事長室に呼び出し、学園に転入してきたランジュとミアに引き合わせる。
佐藤 右月（さとう うづき）、佐藤 左月（さとう さつき）
声 - 佐々木李子（右月）、市ノ瀬加那（左月）
メインストーリー20章から登場。
生徒会の書記を務める。元々は同好会のファンであり、ランジュが、スクールアイドル部に所属しない学園内のスクールアイドルの活動を監視・妨害する「監視委員」を創設した際、栞子から監視委員を任された。二人自身も、同好会のライブの邪魔をしないよう意図的にライブ後に姿を現していた。23章で監視委員の任を解かれる。解任後は大っぴらに同好会を応援するようになり、特に同じ生徒会役員である栞子に対してはアイドル活動のアドバイスをし始め、栞子のキズナエピソードで「しおにゃん」を披露させる。
登場当初は苗字がなく、単に「右月」「左月」と呼ばれており、担当声優も公表されていなかったが、テレビアニメ第2期第1話放送直前に苗字と担当声優が判明している。
テレビアニメ版『ニジガク』にも「生徒会書紀」というキャラクター2人が登場しており、キャラクターデザインやキャストは同じだが、名前が公表されていない、髪型や役割が異なるなどの違いがある。
バスケ部部長
声 - 紡木吏佐
メインストーリー36章で登場。かすみにバスケットボールのことを教え込む。
演劇部部長★
声 - 小山百代
メインストーリー36章で登場。しずくが所属している演劇部の部長。
浅希（あさぎ）★
声 - 川井田夏海
璃奈のキズナエピソードに登場。璃奈と同じく情報処理学科の1年生で、オートエモーションコンバート璃奈ちゃんボードの開発に協力した。
加藤 ツムギ（かとう つむぎ）
声 - 森嶋優花
メインストーリー43章から登場。
ライフデザインに学科所属する、彼方の同級生。

#### 虹ヶ咲学園スクールアイドル同好会の家族と関係者
名前の後ろに★がついているキャラクターはテレビアニメ『ラブライブ! 虹ヶ咲学園スクールアイドル同好会』にも登場している。
オフィーリア★
声 - 麦穂あんな
しずくの飼い犬。
はんぺん★
声 - 麦穂あんな
虹ヶ咲学園の中庭に住み着いている子猫。
近江 遥（このえ はるか）★
声 - 本渡楓
彼方のキズナエピソードにて初登場。メインストーリーにも17章から登場。
彼方の妹で、東雲学院1年生。姉の彼方が虹ヶ咲学園に転校し、離れ離れになってしまう。自身もスクールアイドルをしており、25章では彼方や果林の前でステージを披露した。
川本 美里（かわもと みさと）★
声 - 石川由依
愛のキズナエピソードにて初登場。
愛の血の繋がっていない姉。病弱ながら愛のスクールアイドル活動を応援し、私設ファンクラブ「愛トモ」を作る。
三船 薫子（みふね かおるこ）★
声 - 日笠陽子
メインストーリー17章から登場。
栞子の姉。かつてスクールアイドルフェスティバルを仕切っており、諸事情により引退したが、後を継ごうとする「あなた」たちに乞われ、電話で様々な助言をする。スクールアイドルフェスティバル当日に虹ヶ咲学園に現れ、「あなた」に感謝と激励を送った。2nd Seasonでは教育実習生として学園に現れ、新たなイベント「スクールアイドルエキシビジョン」開催のため、ニジガクメンバーやスクールアイドル部に出場を持ち掛ける。
ランジュの母 / 虹ヶ咲学園理事長
#虹ヶ咲学園の関係者を参照。

### μ's
『無印』の主人公グループである、東京・音ノ木坂学院のスクールアイドル。
高坂 穂乃果（こうさか ほのか）
声 - 新田恵海
『無印』の主人公で、μ'sの発起人。いつも笑顔で、行動力に満ちている。
絢瀬 絵里（あやせ えり）
声 - 南條愛乃
生徒会長。才色兼備のロシア系クォーター。
南 ことり（みなみ ことり）
声 - 内田彩
穂乃果の幼なじみ。おっとりした性格。
園田 海未（そのだ うみ）
声 - 三森すずこ
穂乃果の幼なじみ。文武両道の大和撫子。
星空 凛（ほしぞら りん）
声 - 飯田里穂
明るく活発で、体を動かすのが好きな少女。
西木野 真姫（にしきの まき）
声 - Pile
医者の娘で、歌やピアノが得意なお嬢様。
東條 希（とうじょう のぞみ）
声 - 楠田亜衣奈
生徒会副会長。関西弁でしゃべるスピリチュアル好きの少女。
小泉 花陽（こいずみ はなよ）
声 - 久保ユリカ
凛の幼なじみ。内気でおとなしいが、アイドルに憧れを抱いている。
矢澤 にこ（やざわ にこ）
声 - 徳井青空
「にっこにっこにー」を合言葉に、キャラ造りを欠かさないアイドル志望者。

#### μ'sの家族と関係者
高坂 雪穂（こうさか ゆきほ）
声 - 東山奈央
穂乃果の妹。姉とは違い、現実的なしっかり者。本作では中学生のままである。
絢瀬 亜里沙（あやせ ありさ）
声 - 佐倉綾音
絵里の妹。姉とは違い、率直で純真。本作では雪穂と同じく中学生のままである。
アルパカ
声 - 麦穂あんな
音ノ木坂学院で飼われている白いアルパカ。

### Aqours
『サンシャイン!!』の主人公グループである、静岡・浦の星女学院のスクールアイドル。
高海 千歌（たかみ ちか）
声 - 伊波杏樹
『サンシャイン!!』の主人公。高海家の末っ子（三女）で、Aqoursの発起人。負けず嫌い。
桜内 梨子（さくらうち りこ）
声 - 逢田梨香子
音ノ木坂学院から転入してきた。インドア派。
松浦 果南（まつうら かなん）
声 - 諏訪ななか
どこかクールで、ダイビングが得意。
黒澤 ダイヤ（くろさわ ダイヤ）
声 - 小宮有紗
生徒会長で、ルビィの姉。完璧主義者。
渡辺 曜（わたなべ よう）
声 - 斉藤朱夏
千歌のクラスメイト。高飛込みの選手。
津島 善子（つしま よしこ）
声 - 小林愛香
自らを「堕天使ヨハネ」と称する中二病。
国木田 花丸（くにきだ はなまる）
声 - 高槻かなこ
地元で代々続く寺院の娘。読書好きな文学少女。
小原 鞠莉（おはら まり）
声 - 鈴木愛奈
明るくて活発な、イタリア系アメリカ人の父を持つハーフ。
黒澤 ルビィ（くろさわ ルビィ）
声 - 降幡愛
ダイヤの妹で、花丸の親友。かなりの人見知り。

#### Aqoursの家族と関係者
高海 美渡（たかみ みと）
声 - 伊藤かな恵
高海家の次女。千歌をからかったり、トラブルを起こした際にはよく注意をする。現時点では声のみの登場。
よしみ、いつき、むつ
声 - 松田利冴、金元寿子、芹澤優
千歌のクラスメイト。千歌のキズナエピソードで登場する。

### その他の人物
夏川 マイ（なつかわ マイ）
声 - 佐藤聡美
エマのキズナエピソードにて初登場。
夏川写真館の跡を継ぐ看板娘。スクールアイドルとしての活動を引退する際、持ち歌である「哀温ノ詩」をエマに歌わせることを認める。

## 用語
スクールアイドルフェスティバル
『スクフェス』やアニメ『ラブライブ!虹ヶ咲学園スクールアイドル同好会』の作中でも開催された、スクールアイドルの文化祭とも表現されるイベント。複数のスクールアイドルが、会場内の複数のステージにてパフォーマンスを行う。
本作のスクールアイドルフェスティバルは、「あなた」たちがスクールアイドル活動を始める以前に、三船薫子が中心となって開催されていたものと、「あなた」たち虹ヶ咲学園スクールアイドル同好会を中心に開催されたものがある。
虹ヶ咲学園スクールアイドル部
メインストーリー20章から登場。ランジュが立ち上げた、同好会とは別の、スクールアイドル活動を目的とした部活動。ランジュの方針に基づき、楽曲製作や振り付け、各種練習のサポートにはランジュが世界中から招いたプロフェッショナルがつき、スクールアイドルはアイドルとしてのパフォーマンスを会得することに専念できる体制が整っている。一方で、ステージに立てるのは最も実力のある部員のみという方針もあり、事実上、ランジュ以外のスクールアイドルはステージに立てていない。20章で「あなた」が帰国した時点では、既に学園内での知名度は同好会をしのいでおり、中には部＝同好会と勘違いしている生徒もいる。またスクールアイドルフェスティバル開催は部の尽力によるものだと主張している。20章終了時点では創立者兼部長であるランジュおよびサポートメンバーのミア以外に、同好会メンバーであるしずく、果林、愛、栞子が部に所属しているが、21章終了時点では、しずくが退部し、同好会へと戻った。29章で、ランジュの宣言により解散され、全員が同好会に入部した。
解散後の練習設備に関しては、31章においては、同好会として保有しており、「あなた」とランジュが共同で考案した新しい練習メニュー（メンバーがクタクタになるスパルタ教育レベル）に使われた。
スクールアイドルエキシビジョン
スクールアイドルフェスティバルの主催者であった薫子が新たに企画したイベント。すでにスクールアイドルのファンである人々を対象としたフェスティバルと異なり、スクールアイドルを知らない人々にスクールアイドルを広めることを目的としている。
参加するスクールアイドルは各校1グループ（あるいは1人）のみで、校内に複数のグループやソロアイドルがいる場合は校内オーディションで代表を決定する。代表となったスクールアイドルは持ち歌のPVを新規で製作する。

## スタッフ
- 原作 - 矢立肇
- 原案 - 公野櫻子
- キャラクターデザイン - 室田雄平、KLabGames
- シナリオ - EDEN'S NOTES、広樹優枝、森野ちよ子、シナリオテクノロジーミカガミ、立原正輝
- 音楽 - ノイジークローク、KLab サウンドチーム
- 音響制作 - マジックカプセル
- 音響制作担当 - 成瀬啓輔
- OPアニメーション制作 - サンライズ
- OPアニメーション制作協力 - DRAWIZ
- 音楽プロデューサー - 大久保隆一、武沢由佳子
- 開発／デザインワークス - KLabGames（2022年1月6日まで）
- プロデューサー - 藤好俊（KLab・2022年1月6日まで）、若林悠紀（サンライズ）、広瀬和彦（ブシロード）
- 製作 - KLabGames（2022年1月6日まで）、サンライズ、ブシロード

## 漫画
『スクスタ』関連のみを記載する。ニジガク単独作品についてはラブライブ!虹ヶ咲学園スクールアイドル同好会を参照。

### すごい てん☆ふぇす
スクスタ公式サイトにて、2017年7月7日から2018年11月30日まで連載。作画は、前身である『てん☆ふぇす』に引き続き、藤丸。こちらは転入生から虹ヶ咲のメンバーに選ばれたしずく、彼方、エマの3人による日常4コマ漫画となっている。

### スクスタ4コマ（電撃）
電撃オンラインにて、2017年7月4日から2018年11月27日まで連載。作画はミヤコヒト。電撃担当のかすみ、果林、せつ菜の3人による日常4コマ漫画となっている。

### スクスタ4コマ（ファミ通）
ファミ通Appにて、2017年10月3日から2018年11月28日まで連載。作画はちょぼらうにょぽみ。ファミ通担当の歩夢、愛、璃奈の3人による日常4コマ漫画となっている。

### ラブライブ！虹ヶ咲学園スクールアイドル同好会タペストリーComic Book
タペストリーが付属する『スクスタ』のキズナエピソードをテーマにしたストーリーコミック。作画は２Ｃ＝がろあ。
- 2020年10月29日発売
  - 上原歩夢、ISBN 978-4-04-913545-9
  - 宮下愛、ISBN 978-4-04913546-6
  - 優木せつ菜、ISBN 978-4-04-913547-3
- 2020年11月16日発売
  - 中須かすみ、ISBN 978-4-04-913548-0
  - 天王寺璃奈、ISBN 978-4-04-913550-3
  - 桜坂しずく、ISBN 978-4-04-913549-7
- 2020年12月02日発売
  - 近江彼方、ISBN 978-4-04-913552-7
  - 朝香果林、ISBN 978-4-04-913551-0
  - エマ・ヴェルデ、ISBN 978-4-04-913553-4
- 2021年5月28日発売、総集編「ラブライブ!虹ヶ咲学園スクールアイドル同好会 ギズナComicBook」（タペストリー無し）
  - 1（歩夢、かすみ、しずく、果林、愛）、ISBN 978-4-04-913816-0
  - 2（彼方、せつ菜、エマ、璃奈と描きおろし特別ストーリー）、ISBN 978-4-04-913817-7

### ラブライブ!スクールアイドルフェスティバル ALL STARS イベントメモリー
『スクスタ』のイベントエピソードの中から人気投票で選ばれた上位6つのエピソードをコミカライズしたものに加え、季節に合わせた4つのエピソードのイラストも収録。漫画はcotori・八尋八尾、梅原うめ、金子ある、凍咲しいな、はやせれく、槌居が担当。
- 矢立肇（原作）、公野櫻子（原案）、バンダイナムコフィルムワークス／ブシロード（ストーリー制作）
  - 2023年6月23日発売、ISBN 978-4-04-899557-3